# Phygadeuon nanus
Phygadeuon nanus är en stekelart som först beskrevs av Johann Ludwig Christian Gravenhorst 1829.  Phygadeuon nanus ingår i släktet Phygadeuon och familjen brokparasitsteklar. Inga underarter finns listade i Catalogue of Life.